# Rothia pales
Rothia pales är en fjärilsart som beskrevs av Gray 1832. Rothia pales ingår i släktet Rothia och familjen nattflyn. Inga underarter finns listade.